# Acanthodactylus spinicauda
Espèce
Synonymes
- Acanthodactylus pardalis var. spinicauda Doumergue, 1901

Statut de conservation UICN

 CR B2ab(iii) : 
En danger critique
Acanthodactylus spinicauda est une espèce de sauriens de la famille des Lacertidae.

## Répartition
Cette espèce est endémique d'Algérie.
Ce lézard vit dans des zones sèches, en espaces dégagés ou dans des zones arbustives.
Ce lézard n'a été jamais vu depuis sa description (par Doumergue 1901) jusqu'à sa redécouverte en 2015 par Boualem Dellaoui, à distance de 50 km de la terra typica (localité type  où a été trouvé le spécimen de référence, en l'occurrence El Abiodh Sidi Cheikh, sud Oranais)

## Publication originale
- Doumergue, 1901 : Essai sur la faune erpétologique de l'Oranie avec des tableaux analytiques et des notations pour la détermination de tous les reptiles et batraciens du Maroc, de l'Algérie et de la Tunisie. L. Fouque, Oran, p. 1-404 (texte intégral).